# 에드워즈 곡선 디지털 서명 알고리즘
에드워즈 곡선 디지털 서명 알고리즘(Edwards-curve Digital Signature Algorithm, EdDSA)은 뒤틀린 에드워즈 곡선에 기반한 슈노어 서명의 일종을 사용하는 디지털 서명 기법이다. 현존하는 디지털 서명 기법보다 더 빠르면서도 보안성을 유지하기 위해 고안되었다. 대니얼 J. 번스타인, 닐스 뒤프(Niels Duif), 타냐 랑게(Tanja Lange), 페터 슈바베(Peter Schwabe), 양보인(Bo-Yin Yang) 등에 의해 개발되었으며 해당 참조 구현물은 퍼블릭 도메인 소프트웨어로 공개되어있다.